# Вышнеградский, Иван Александрович
Ива́н Алекса́ндрович Вышнегра́дский (4 (16) мая 1893 года, Санкт-Петербург — 29 сентября 1979, Париж) — русский и французский композитор, один из пионеров четвертитоновой музыки.

## Биография и творчество

### Жизнь в России
Отец Ивана Вышнеградского Александр Иванович был крупным банкиром и композитором-любителем, дед, Иван Алексеевич — министром финансов Российской империи при Александре III, предшественником Витте. Двоюродный брат возлюбленной адмирала Колчака Анны Тимирёвой. Любовь к литературе и прочим искусствам была привита будущему композитору матерью, а благодаря музыкальной деятельности отца сформировался его вкус в данной сфере. В доме Вышнеградских бывали композиторы А. Глазунов, А. Лядов, В. Сафонов.
Образование получил в 1-й Санкт-Петербургской гимназии. Сочинять музыку Вышнеградский начал в семнадцать лет; учился на философском факультете Санкт-Петербургского университета и изучал композицию в столичной Консерватории у Николая Соколова.
Первый опыт сочинения Вышнеградского относится к 1910 году. В мае 1912 г. он дебютирует как композитор благодаря сочинению «Andante religioso et funèbre» (не сохранилось), которое вызвало положительные отзывы наставников, в частности, Ц. Кюи. Его премьера состоялась в Павловске в апреле 1913 года.
Параллельно, Вышнеградский увлекается философией Ф. Ницше, музыкой Р. Вагнера и Л. В. Бетховена, теософией и ведической культурой. Своим главнейшим духовным наставником в музыке до конца жизни он считал А. Н. Скрябина, именно поэтому Вышнеградского неформально можно считать его преемником.
Первое зрелое сочинение, «День бытия» (La Journee de l’Existence), написанное Вышнеградским на собственный текст, относится к 1916 году. После завершения работы над ним композитор, наконец, решает прибегнуть к расширению звукоряда посредством его дробления на микроинтервалы — тем самым расширяя звуковое пространство и создавая его неограниченную плотность. 7 ноября 1918 года Вышнеградский написал «Четыре фрагмента» для фортепиано. В тот же день он создал и вторую версию этого сочинения, для двух фортепиано, настроенных с разницей в четверть тона. Это был его первый формальный эксперимент в области микрохроматики.
После 1918 года И. А. Вышнеградский сочинил лишь несколько композиций в полутонах. В 1919 году написал музыку к спектаклю «Макбет» только что созданного Большого драматического театра.

### Эмиграция
Молодой композитор окончательно поставил перед собой цель установить философские и теоретические основы «звукового континуума» и микроинтервалов, за которыми он закрепил термин «ультрахроматизм». Несмотря на опыты с настройкой двух фортепиано с разницей в четверть тона ещё в 1918 году в Петрограде, Вышнеградский находился в поисках реализации идей создания одного инструмента, воспроизводящего ультрахроматические гаммы. В 1920 году с этой целью он покидает Петроград, чтобы встретиться с ведущими производителями фортепиано в Париже и Берлине. Опыты и встречи длились до 1929 года. Композитор утверждал, что покинул Россию не как беженец от коммунизма, но для того, чтобы сделать инструмент для своего творчества и полноценно работать с ним. В 1922—1923 часто бывал в Берлине, где подружился с Алоисом Хабой, независимо от него тоже пришедшим к идее четвертитоновой музыки.
В середине 1920-х гг. композитор полностью отдаётся творчеству и теоретическим исследованиям музыки. Помимо сочинений для четвертитонового фортепиано, он пишет струнные квартеты, сочинения для хора, песни, становится известным в современных музыкальных кругах. Однако его произведения не исполнялись, в силу неготовности пианистов освоить технику четвертитонового фортепиано. Тогда Вышнеградский осознаёт, что единственным способом для реализации задуманного является возвращение к приему сдвинутой на четверть тона настройки двух фортепиано. Именно это позволило в 1926 году провести первый концерт в Париже с участием его произведений, ещё до окончания создания четвертитонового инструмента.
До 1937 года И. А. Вышнеградский не находил решения для исполнения своей музыки на концертах, до тех пор пока им не были разработаны два фортепиано, настроенные на два разных камертона. В 1937 и 1945 годах у него были удачные концерты в Париже. В 1937 году И. А. Вышнеградский познакомился с Оливье Мессианом, позднее — с Анри Дютийё, Пьером Булезом. Пьер Булез не раз исполнял на концертах сочинения Вышнеградского.
В 1942 году Вышнеградский, не имевший французского гражданства, был арестован и провёл два месяца в лагере в Компьени.

### После Второй Мировой войны
10 ноября 1945 года композитором был организован новый концерт четвертитоновой музыки в Концертном зале Плейель в Париже, при поддержке Оливье Мессиана. Там же принимали участие четверо его учеников и коллег-композиторов. Концерт привлёк большое внимание.
После 1950 года он пишет сочинения для оркестра, волн Мартено и заинтересован в ранних стадиях электроакустической музыки, позднее получившей название конкретной. В 1958 году в Париже Вышнеградский встретился с Хулианом Каррильо, очень заинтересовавшись системой его 15 фортепиано, по-разному настроенных. Впоследствии он написал несколько сочинений для этих инструментов.
Однако музыкальная эстетика серийной техники Шёнберга окончательно вытеснила идеи Скрябина. Произведения Вышнеградского исполнялись очень ограниченно, в результате чего он жил и творил вдали от мира.
После смерти жены в 1970 году Вышнеградский страдал, осознавая своё одиночество. В эти годы его навещали его коллеги-композиторы: Оливье Мессиан, Анри Дютийё, Клод Баллиф.
Первый «официальный» концерт музыки композитора был организован его ученицей, пианисткой Мартин Жост (ныне — президент Ассоциации Ивана Вышнеградского) в Париже в 1977 году. В 1978 году состоялась грандиозная премьера «Дня Бытия».
Последнее сочинение, заказанное Радио Франции, — Трио для струнных op. 53 (1979), — осталось незавершённым и было закончено Клодом Баллифом.
Иван Вышнеградский скончался 29 сентября 1979 года в Париже, похоронен вместе с супругой на кладбище Баньё.

## Семья
- Отец — Александр Иванович Вышнеградский (1867—1925), банковский деятель, промышленник, действительный статский советник, композитор-любитель.
- Мать — Софья Ивановна Вышнеградская (урожденная Савич) (1872—1955), писатель. Её драма «Линнита» была переложена И. А. Вышнеградским на музыку (Пантомима «Линнита» в 1 действии, 5 сценах, для трёх голосов и четырёх четвертитоновых фортепиано, op. 25, 1937).
- Брат — Николай Александрович Вышнеградский (1898—1927), спортсмен.
- 1-я жена (с 1923 по 1925) — Елена Александровна Бенуа (1898—1972), художник и сценограф, дочь А. Н. Бенуа
  - Сын — Дмитрий Иванович Вышнеградский (Дмитрий Вишнэ́, псевдоним — Жак Деметр) (19 февраля 1924 — 23 июня 2020). Окончил юридический факультет Парижского университета. Работал как юрист в Обществе социальной безопасности шахтеров. Занимался историей русской эмиграции в 15-м районе Парижа, историей традиционной музыки африканско-американского народа в США. Автор статей и составитель антологии с переизданием старых пластинок этой музыки. Член Историческо-археологического общества 15-го района Парижа. Участник «Русских дней», организованных мэрией района в 2003. Похоронен на кладбище в коммуне Кашан.
    - Мари Шартюс (Вишнэ) — председатель Ассоциации Ивана Вышнеградского.
    - Софи (Вишнэ).
- 2-я жена — Люсиль Гайден (урожденная Маркова) (1896—1970), литератор, автор книги биографического характера: Gayden L. «Ivan Wyschnegradsky» (Франкфурт-на-Майне, 1973).

## Основные сочинения
- Andante religioso et funèbre (1912)
- Баллада (1912)
- Драматическая поэма для оркестра (1913)
- Драматическая поэма № 2 для оркестра (1915)
- Элегия (1915)
- Тени для фортепиано (1916)
- День Бытия. Исповедь жизни перед жизнью для оркестра, хора и чтеца (1916-17, 1929-30, 1939-40)
- Шествие жизни для чтеца и фортепиано (1917)
- Осень для бас-баритона и фортепиано op. 1 (1917)
- Две прелюдии для фортепиано op. 2 (1916)
- Di-Ra-Te-Lo-Tu для чёрных клавиш фортепиано (1918)
- Уж солнце на закате — Три песни на стихи Ф. Ницше для бас-баритона и фортепиано (на слова Ф. Ницше) op. 3 (1918)
- Далёких, ярких звёзд мерцанье для сопрано и фортепиано (на слова С. И. Вышнеградской) op. 4 (1918)
- Четыре фрагмента для фортепиано op. 5a (1918)
- Медитация на две темы из «Дня Бытия» для виолончели и фортепиано op. 7 (1918-19, 1976)
- Красное Евангелие для бас-баритона и фортепиано (на слова В. В. Князева) op. 8 (1918, 1937, 1963, 1979)
- Две песни из Ницше для бас-баритона и двух четвертитоновых фортепиано (I. После ночной грозы; II. Огненный сигнал) op. 9 (1923, 1937, 1963, 1979)
- Семь вариаций на ноту до для двух четвертитоновых фортепиано op. 10 (1918-20)
- Траурная песнь для четвертитонового фортепиано (1922)
- Ночная песня для скрипки и двух четвертитоновых фортепиано op. 11 (1927, 1971)
- Дифирамб для двух четвертитоновых фортепиано op. 12 (1923-24)
- Три эпиграммы для четвертитонового фортепиано
- Струнный квартет № 1 op. 13 (1923-24, 1953-54)
- Два хора для смешанного хора, четырёх четвертитоновых фортепиано и ударных (на слова А. Поморского) op. 14 (1926-27, 1936)
- Прелюдия и фуга для четвертитонового фортепиано op. 15 (1927)
- Прелюдия и танец для двух четвертитоновых фортепиано op. 16b (1937, 1953)
- Симфония «Так говорил Заратустра» для четырёх четвертитоновых фортепиано op. 17 (1929-30, 1936)
- Струнный квартет № 2 op. 18 (1930-31)
- Два концертных этюда для двух четвертитоновых фортепиано op. 19 (1931, 1962-63)
- Этюд в форме скерцо для двух четвертитоновых фортепиано op. 20b (1932)
- Прелюдия и фуга для двух четвертитоновых фортепиано op. 21b (1932)
- Две пьесы для двух четвертитоновых фортепиано (1934)
- 24 прелюдии для двух четвертитоновых фортепиано op. 22b (1936, 1958-60, 1974-75)
- Первый Симфонический фрагмент для четырёх четвертитоновых фортепиано op. 23b (1934, 1953, 1967)
- Второй Симфонический фрагмент для четырёх четвертитоновых фортепиано op. 24 (1937, 1952-53)
- Пантомима «Линнита» для двух сопрано, альта и четырёх четвертитоновых фортепиано (на слова С. И. Вышнеградской) op. 25 (1937)
- Поэма для двух четвертитоновых фортепиано (1937)
- Рихарду Вагнеру для бас-баритона и двух четвертитоновых фортепиано (на слова Ф. Ницше) op. 26 (1934, 1937)
- Космос для четырёх четвертитоновых фортепиано op. 28 (1939-40, 1945)
- Две русские песни для бас-баритона и фортепиано (I. Россия (на слова А. Белого) II. Наш марш (на слова В. Маяковского)) op. 29 (1940-41)
- Прелюдия и фуга для трех 1/6-тоновых фортепиано op. 30 (1945)
- Третий Симфонический фрагмент для четырёх четвертитоновых фортепиано op. 31 (1947, 1964)
- Две фуги для двух четвертитоновых фортепиано op. 32 (1950)
- Пять вариаций без темы и заключения для двух четвертитоновых фортепиано и оркестра op. 33 (1952, 1964)
- Соната для альта и двух четвертитоновых фортепиано op. 34 (1945, 1953)
- Транспаренция I для волн Мартено и двух четвертитоновых фортепиано op. 35 (1953)
- Слово для сопрано и фортепиано op. 36 (1953, 1973)
- Радуга для шести 1/12-тоновых фортепиано op. 37 (1956)
- Три пьесы для фортепиано (I.; II. Высота (памяти Н. Обухова); III. Одиночество) op. 38 (1959, 1964)
- Прелюдия для фортепиано op. 38a (1957, 1964)
- Струнный квартет № 3 op. 38b (1945, 1958-59)
- Четвёртый Симфонический фрагмент для волн Мартено и четырёх четвертитоновых фортепиано op. 38c (1956)
- Пространственная полифония для камерного оркестра op. 39 (1956)
- Два этюда на плотности и объёмы для двух четвертитоновых фортепиано op. 39 (1956, 1958)
- Этюд на магический квадрат для фортепиано op. 40 (1957, 1970)
- Диалог двоих для двух четвертитоновых фортепиано op. 41 (1958, 1973)
- Диалог для двух четвертитоновых фортепиано (1959)
- Композиция для струнного квартета op. 43 (1960, 1966-70)
- Две пьесы для микрохроматических фортепиано Хулиана Каррильо op. 44 (1958, 1972)
- Этюд на вращательные движения для двух четвертитоновых фортепиано op. 45a (1961, 1963)
- Композиция I для трёх 1/6-тоновых фортепиано op. 46a (1961)
- Композиция II для двух четвертитоновых фортепиано op. 46b (1962)
- Транспаренция II для волн Мартено и двух четвертитоновых фортепиано op. 47 (1962-63)
- Прелюдия и этюд для микрохроматического фортепиано Хулиана Каррильо op. 48 (1966)
- Интеграции для двух четвертитоновых фортепиано op. 49 (1963, 1967)
- Диалог троих для трёх 1/6-тоновых фортепиано op. 51 (1973-74)
- Симфония для большого оркестра, двух четвертитоновых фортепиано и волн Мартено op. 51 (1969)
- Радуга II для шести 1/12-тоновых фортепиано op. 52a (1956-58)
- Струнное трио op. 53 (1978-79)

## Теоретические сочинения
- Ivan Wyschnegradsky. Manuel d'harmonie en quart de ton. — Éditions Max Esching, 1932.
- Nicolas Obouhow: l’harmonie totale. Ivan Wyschnegradsky: l’ultrachromatisme et les espaces non octaviants/ Sous la dir. de Claude Ballif. — Paris: Richard-Masse, 1972.

## Признание
Произведения И.Вышнеградского исполнялись в рамках программы Поколение Z: Пионеры звука в России 1920-х (Санкт-Петербург, 2010), в программах Международного фестиваля современной музыки «Московский Форум» (2003, 2010).